# Margarethe Ferraris-Kohnová
Margarethe Ferrais-Kohnová (rozená Ferraris-Szabo, provdaná Kohnová, 16. května 1903 Vídeň – po roce 1948) byla česká-rakouská sportovní a akrobatická pilotka, manželka brněnského podnikatele a průmyslníka Paula Kohna a majitelka dvou vlastních letadel, průkopnice zastoupení žen v letectví. Byla rovněž jednou z prvních držitelek pilotního průkazu na Moravě, aktivní členkou Moravskoslezského aeroklubu a držitelkou řady československých ženských leteckých rekordů. Byla matkou britského automobilového designéra Toma Karena.

## Život

### Mládí
Narodila se jako Margarethe Ferraris-Szabo ve Vídni v rakouské katolické rodině s částečně uherským původem. Jejím otcem byl uherský malíř Arthur von Ferraris. Provdala se zde roku 1923 za majetného brněnského podnikatele židovského původu Paula Kohna, majitele cihelny v Brně-Bohunicích a společníka společnosti Leo Czech und Comp., výroba portlandského cementu v Brně-Maloměřicích. Společně žili rodinné vile v Brně, založili rodinu.

### Pilotkou

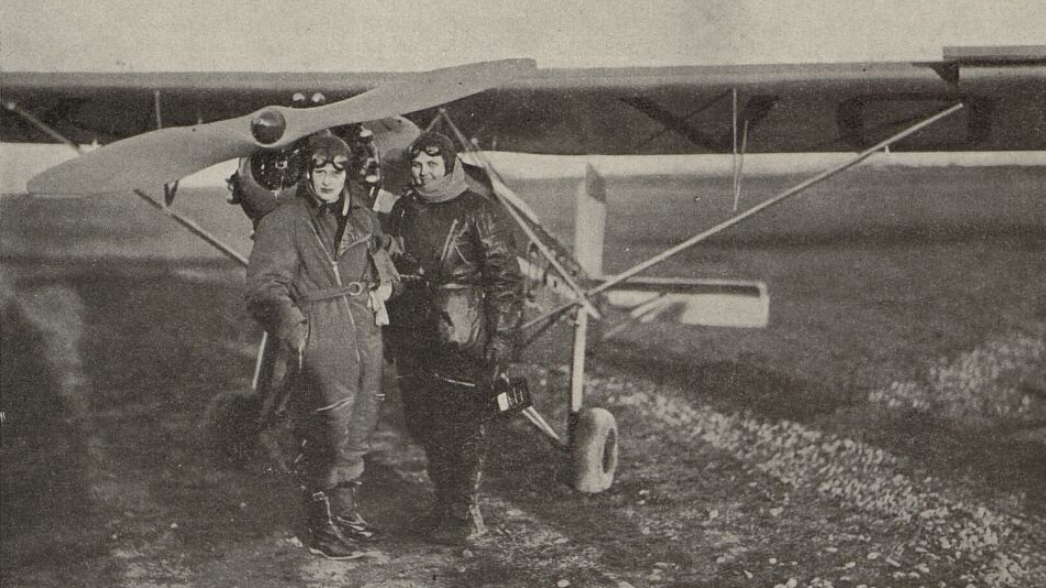
Margarethe Ferraris-Kohnová (vlevo) a Karla Exnerová před strojem Letov Š-39, listopad 1933

Oba manželé byli nadšenci do letectví a měli v osobním vlastnictví několik letadel. Oba vstoupili do Moravskoslezského aeroklubu. Ferraris-Kohnová získala pilotní průkaz okolo roku 1930. (první československý průkaz získala roku 1930 Anežka Šedivcová-Formánková na borském letišti v Plzni). S manželem zakoupili nově vyráběný stroj Letov Š-39 s motorem Polaris. Se stejným typem letadla dosáhl mjr. Josef Heřmanský 9. prosince 1932 v kategorii lehkých letadel do 400 kg československého výškového rekordu, když vzlétl do výše 5137 m. celkem vytvořil ještě 4 národní, výškové rekordy. Následujícího roku vytvořila Ferraris-Kohnová 6 ženských rekordů, včetně překonání několika rekordů Heřmanovského. Létala také v posádce s kopilotkou Karlou Exnerovou, rovněž členkou Moravskoslezského aeroklubu. Celkem se v roce 1933 u tohoto typu uvádí 10 nových národních rekordů v rychlosti a dostupu.
Účastnila se též národních i mezinárodních soutěží: na II. meetingu na mokotovském letišti u Varšavy v roce 1933 dosáhla na Š-39 I. ceny ve hvězdicovém letu, za což získala Cenu polského ministerského předsedy, Cenu ministra zahraničních věcí, Cenu dámského komité pro stavbu letadla na příští Challenge a Cenu peněžitou (500 Zł.) Varšavského aeroklubu. Mítinku se na stejném vlastním stroji účastnil též generální ředitel továrny Walter a spol. a soukromý pilot Antonín Kumpera.
Se svým manželem vedle vlastnili každý vlastní stroj Š-39, Ferraris-Kohnová pak ještě sportovní letoun Přibyl-Blecha P.B.5, rovněž československé výroby.

### Po roce 1939
Po vzniku Protektorátu Čechy a Morava a Slovenského státu roku 1939 se z důvodu rostoucí perzekuce se kvůli židovskému původu protektorátními úřady pod vlivem tzv. Norimberských zákonů se svým manželem nuceně rozvedla. Rodina Paula Kohna poté po složitých peripetiích s doklady a vízy emigrovala do Francie, Portugalska a nakonec do Velké Británie. Jejich majetek v Brně byl tzv. arizován. Po skončení druhé světové války se Kohn v Československu marně dožadoval vrácení rodinného majetku. Zemřel roku 1951. Rodina pak zůstala v emigraci ve Spojeném království.
Její syn Tom Karen se stal slavným britským automobilovým designérem.